# Irina Dolgova
Irina Jur'evna Dolgova (in russo Ирина Юрьевна Долгова?; Bratsk, 26 settembre 1995) è una judoka russa.
Nel 2012 ha partecipato ai Giochi olimpici di Rio de Janeiro 2016 nella categoria -48 kg, vincendo al primo turno contro la nord coreana Kim Sol-mi perdendo però al secondo turno per ippon contro l'argentina Paula Pareto, vincitrice del torneo.

## Palmares
- Europei

Varsavia 2017: argento nei -48 kg;
Tel Aviv 2018: oro nei -48 kg.
- Giochi europei

Baku 2015: bronzo nei -48 kg, valevole come campionato europeo.
- Campionati europei under 23:

Praga 2012: argento nei -48 kg;
Breslavia 2014: argento nei -48 kg.
- Campionati mondiali juniores:

Lubiana 2013: oro nei -48 kg.
- Campionati europei juniores:

Porec 2012: oro nei -48 kg;
Sarajevo 2013: oro nei -48 kg.
- Campionati mondiali cadetti:

Kiev 2011: oro nei -44 kg.
- Campionati europei juniores:

Teplice 2010: oro nei -40 kg.
Cottonera 2011: oro nei -44 kg.

### Vittorie nel circuito IJF
| Data            | Località  | Paese               | Categoria |
| --------------- | --------- | ------------------- | --------- |
| 30 marzo 2014   | Samsun    | Turchia             | Gran Prix |
| 30 ottobre 2015 | Abu Dhabi | Emirati Arabi Uniti | Gran Slam |
| 26 ottobre 2017 | Abu Dhabi | Emirati Arabi Uniti | Gran Slam |
| 9 marzo 2018    | Agadir    | Marocco             | Gran Prix |